# Asasif
|  |

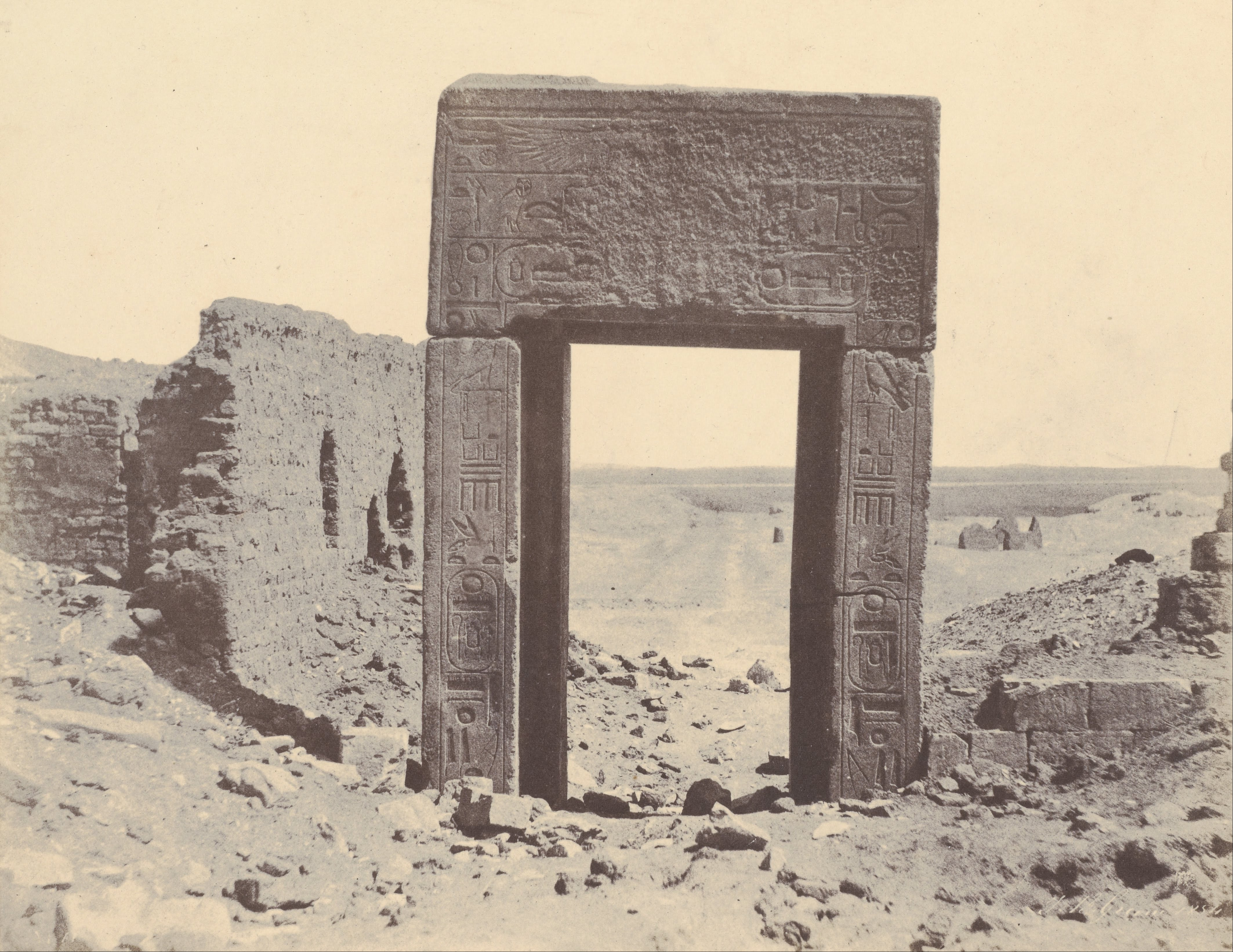
Fotografía de 1854 de la denominada Puerta de granito rosa n.º 2, John Beasley Greene.

Asasif (en árabe العساسيف, al-ʿAsāsīf) es una necrópolis situada en la orilla occidental del Nilo en Tebas, cerca de Deir el Bahari y al sur de la necrópolis de Dra Abu el-Naga. 
Contiene principalmente tumbas de altos funcionarios egipcios de las dinastías XVIII, XXV y XXVI.

## Tumbas principales

### Dinastía XVIII
- AT28 – Amenhotep-Huy, chaty de Amenhotep III
- TT188 – Parennefer, intendente de Amenhotep IV
- TT192 – Jeruef, conocido como Senaa, asistente de la reina Tiyi

### Dinastía XXV
- TT34 – Montuemhat, cuarto profeta de Amón
- TT223 - Karajamun, sacerdote.

### Dinastía XXVI
- TT27 – Sesonq, mayordomo supremo
- TT33 – Pediamenopet (también conocido como Petamenofis o Padiamenope)
- TT36 – Iba (o Ibi), administrador de las casas de Nitocris, esposa divina de Amón e hija de Samético I
- TT37 – Harua (o Harwa)
- TT188 – Parennefer, consejero y más tarde Mayordomo real de Ajenatón
- TT279 – Pabasa, administrador de las casas de Nitocris, esposa divina de Amón e hija de Samético I
- TT389 – Basa
- TT410 – Mutirdais
- TT414 – Anjhor